# Saint-Privat (Moselle)
Pour les articles homonymes, voir Saint-Privat.
Saint-Privat est une ancienne commune française du département de la Moselle en région Grand Est. Elle est rattachée à celle de Montigny-lès-Metz depuis 1809. 
Le quartier de Saint-Privat représente environ 2 100 habitants dans les années 2010.

## Géographie
Saint-Privat est situé sur la rive gauche de la Seille, dans le sud du territoire communal de Montigny.

## Toponymie
Anciennes mentions :  Rivat, Riwata et Rivuata (893), Sanctus Privatus (1128),  Saint-Privé (1339), Sainct-Privait (xve siècle), Saint-Privax et Saint-Privey (1436), Saint-Privay (1440), Saint-Privés (1474), Saint-Privais et Saint-Privait (1514), Saint-Privé (1544), L'esglise Saint-Priech (1553), Saint-Privat-lès-Metz (1578).
En lorrain : Saint-Prevé.

## Histoire
À l'époque de l'Ancien régime Saint-Privat dépend des Trois-Évêchés et plus précisément du bailliage de Metz sous la coutume de cette ville.
En 1756 Saint-Privat est érigé en cure de l'archiprêtré de Noisseville. Cette cure dépendait de l'abbaye Saint-Clément de Metz et avait pour annexes Blory, Frescatelli, Frescaty, Fristot, la Grange-le-Mercier, Montigny-lès-Metz, le Sablon, Saint-Ladre et Tournebride. Cette église n'existe plus en 1868 ; seul le cimetière est conservé et sert encore à cette date.
La commune de Saint-Privat — qui inclut les lieux-dits de Blory, la Grange-le-Mercier et la Horgne-au-Sablon — est réunie à celle de Montigny le 5 août 1809.

## Démographie
| 1793 | 1800 | 1806 |
| ---- | ---- | ---- |
| 82   | 99   | 104  |

## Lieux et monuments
- Chapelle Saint-Privat, dont la construction remonte au IXe siècle